# Primula loeseneri
Primula loeseneri là một loài thực vật có hoa trong họ Anh thảo. Loài này được Kitag. miêu tả khoa học đầu tiên năm 1936.